# Waweli székesegyház
A waweli székesegyház vagy Szent Szaniszló és Szent Vencel-székesegyház a Krakkói főegyházmegye érseki főszékesegyháza Krakkóban, a Wawel-dombon. Ebben a templomban koronázták a lengyel királyokat és itt van végső nyughelyük is. A katedrálist Szent Szaniszlónak, a lengyelek legfontosabb nemzeti szentjének szentelték, aki a templomban nyugszik. Ide temetkezett I. Ulászlótól Erős Ágostig 19 lengyel király, de a mai napig ide temetik a krakkói püspököket is.

## Története

A székesegyház a Wawel térképén

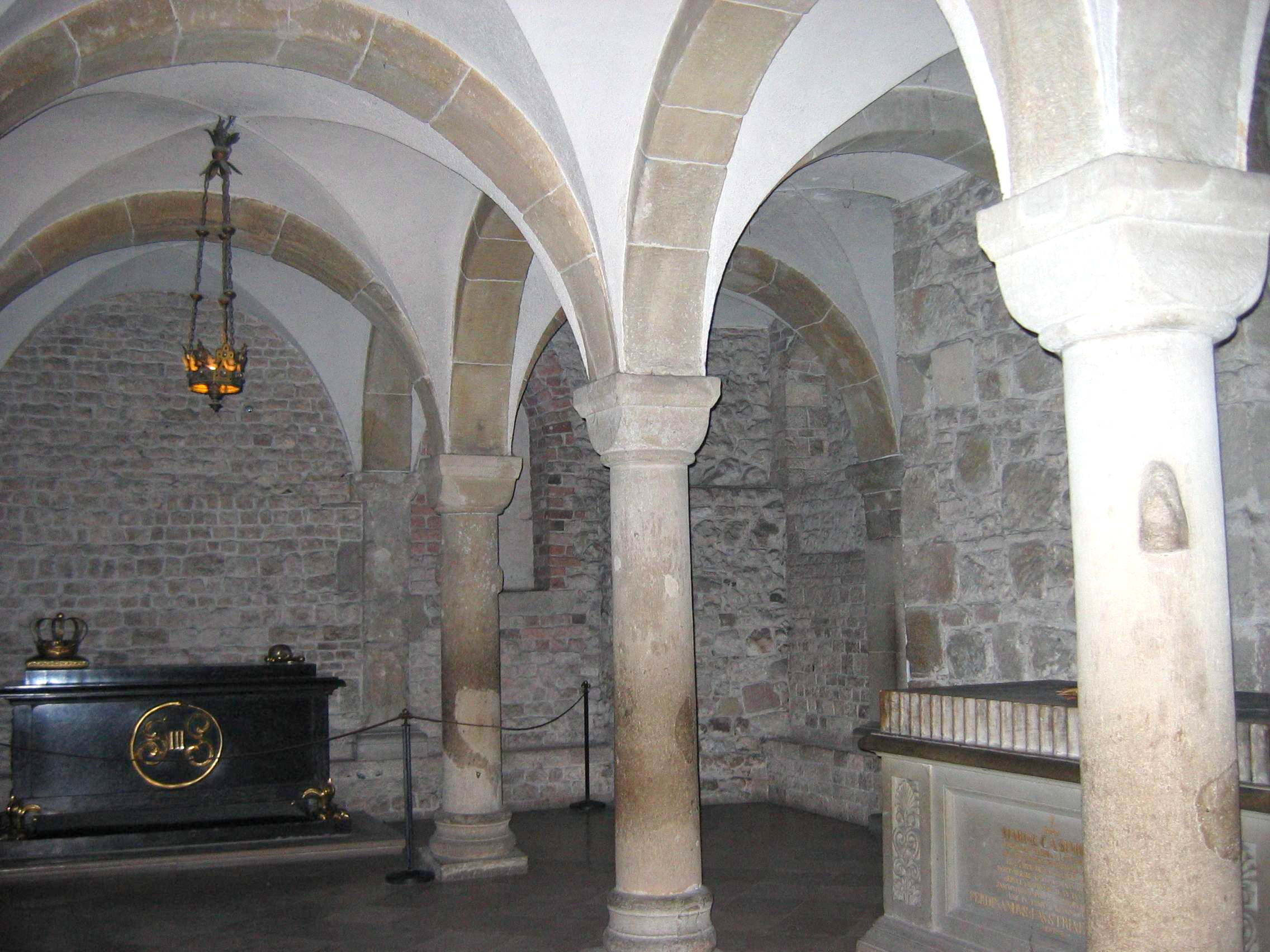
Ulászló Herman katedrálisának megmaradt része a Szent Leonard kriptája

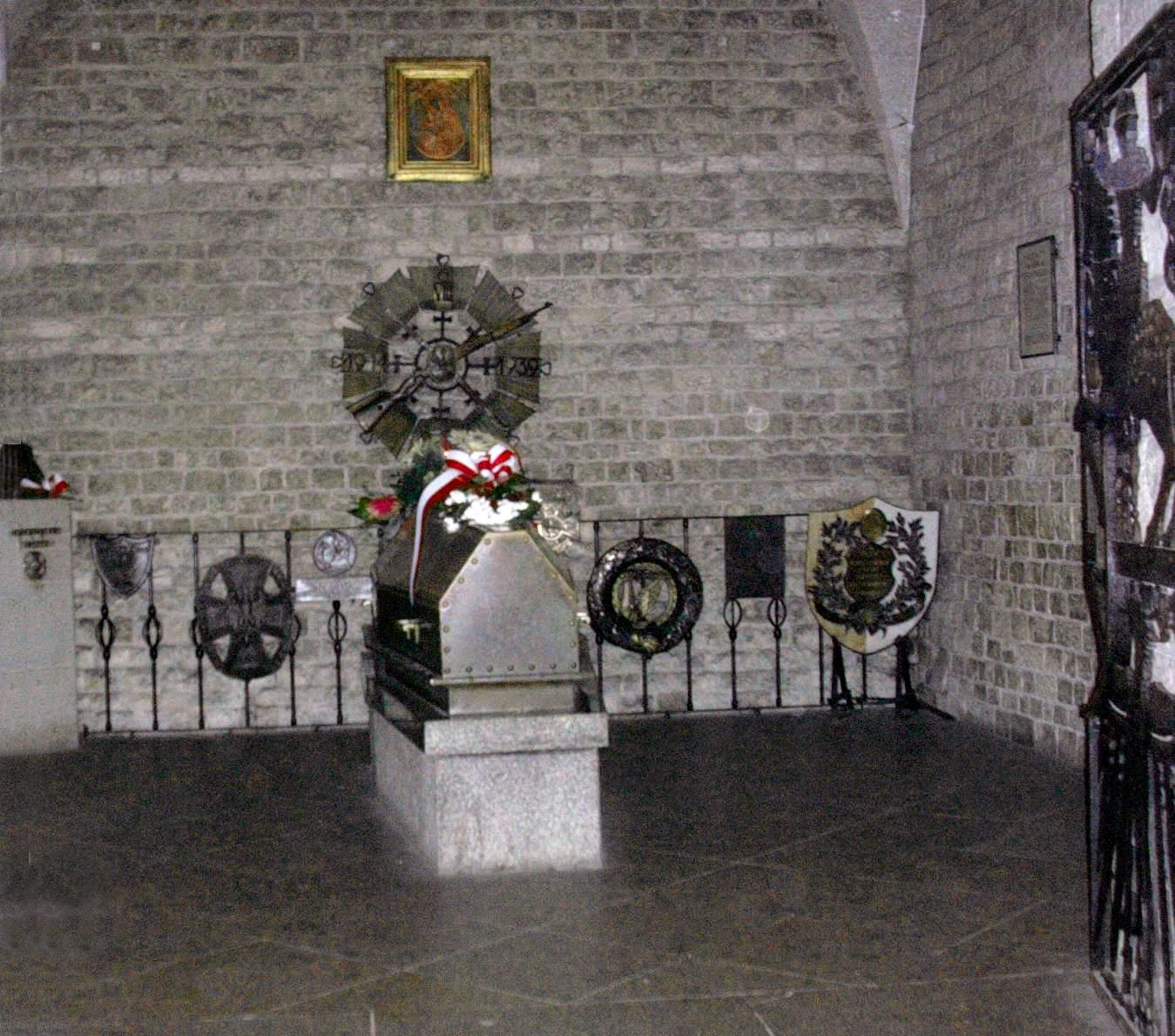
Az ezüstharangok tornya alatti kripta

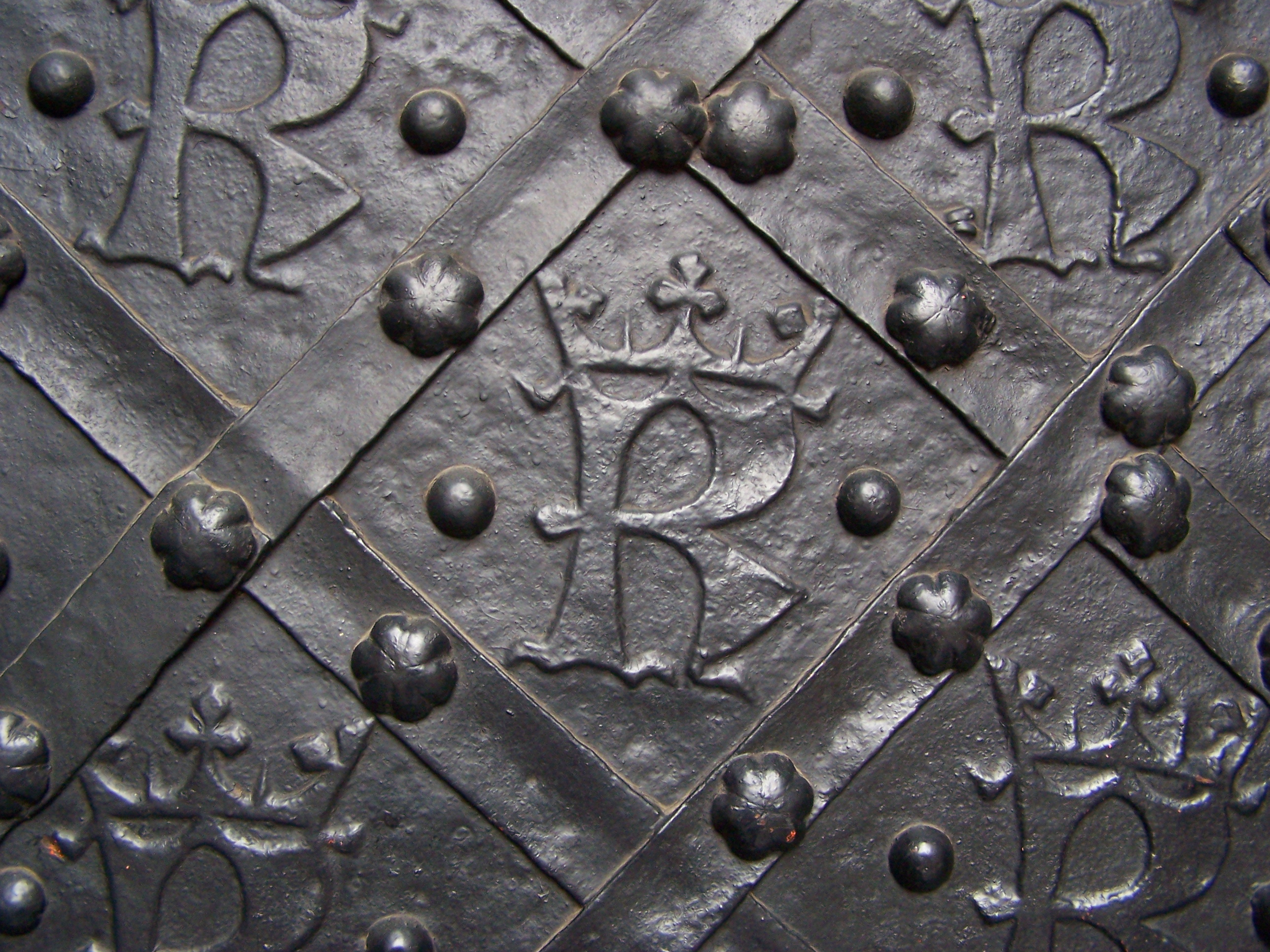
Nagy Kázmér kapuja

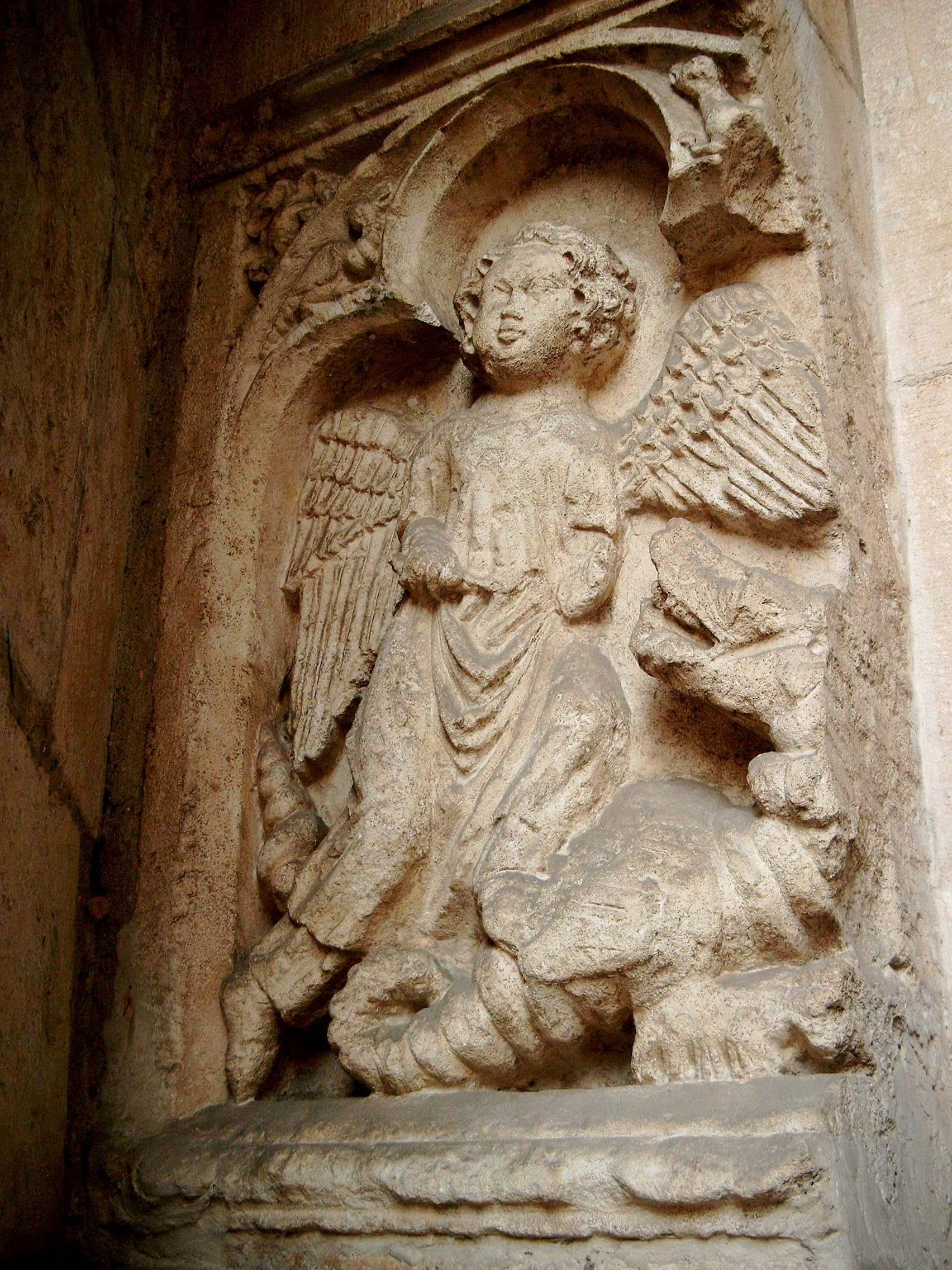
Mihály arkangyal – dombormű

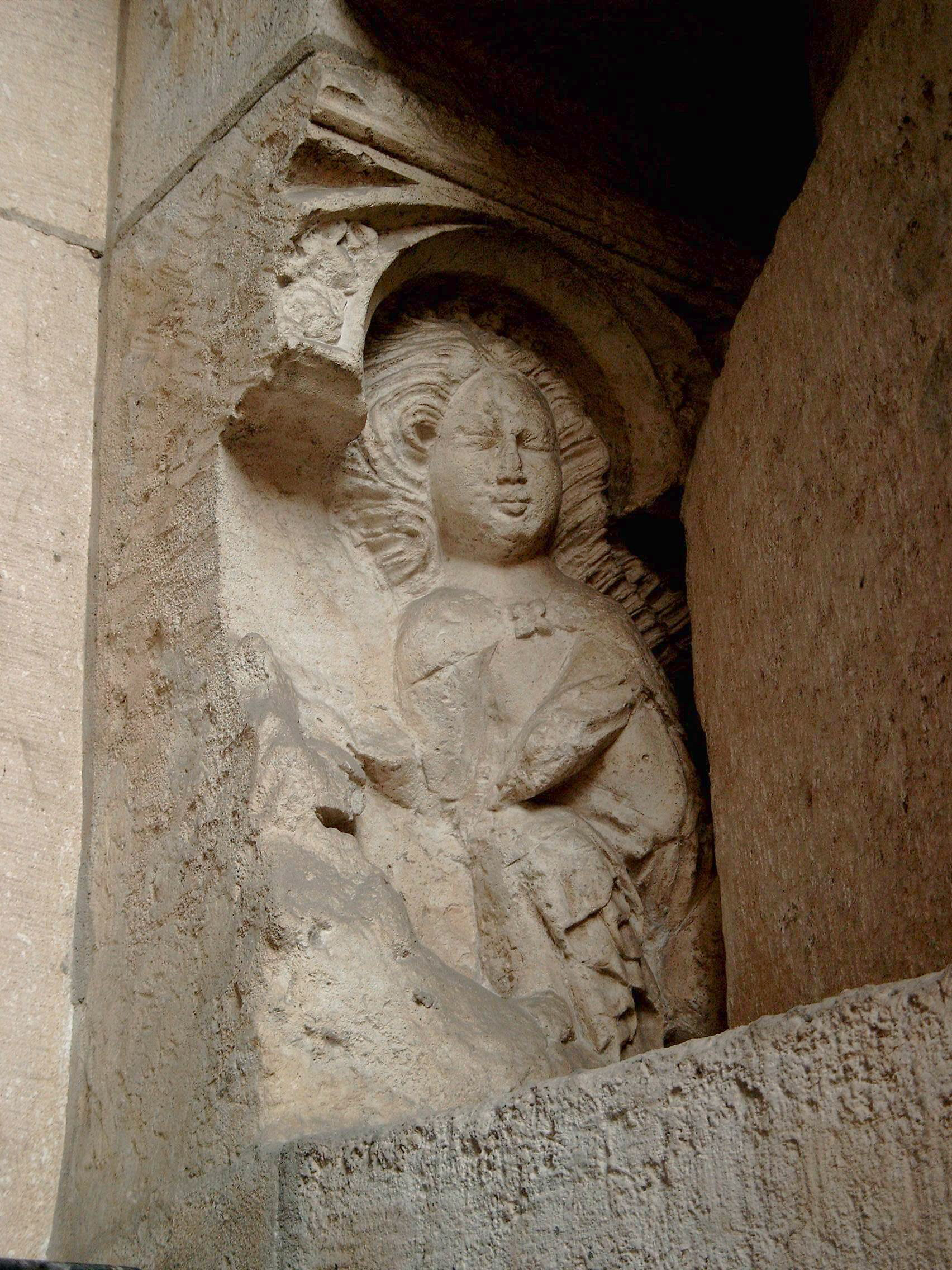
Szent Margit – dombormű

A mai gótikus templom helyén két korábbi román katedrális állott. A korábbit, mely Vitéz Boleszláv fejedelem idejében épült, Szent Vencelnek szentelték. Építését 1020-ban kezdték meg az 1000-ben lezajlott gnieznói szinódus határozata alapján. A Szent Gereon templom maradványait (többek között a kripta alsó részét) a 20. század elején tárták fel és az 1980-as évek vizsgálata azonosította ezzel az első templommal. Az épület 1038-ban semmisült meg I. Břetislav cseh fejedelem támadása idején.
A második székesegyházat II. Boleszláv idején kezdték építeni, majd I. Ulászló Herman alatt folytatták az építkezést és Ferdeszájú Boleszláv alatt fejezték be. 1142-ben szentelték fel. A templom háromhajós bazilika volt két kórussal és a nyugati kórus alatti Szent Leonard kriptával. A 13. században hozzáépült a Szent Miklós kápolna északon és a Szent Péter és Pál kápolna délen, középen pedig kialakították szczepanówi Szent Szaniszló mártír püspök sírját és oltárát, akinek hamvait 1289-ben hozták át a krakkói Szent Mihály arkangyal templomból. Ettől kezdve a székesegyház lett a szent kultuszának központja.
A katedrális 1305-ben leégett. Máig megmaradt belőle a Szent Leonard-kripta és az Ezüstharang- torony alsó része. 1320-ban a még romos és kiégett templomban a gnieznói érsek lengyel királlyá koronázta I. Ulászlót. Röviddel ezután Nanker krakkói püspök hozzákezdett az új, gótikus katedrális építéséhez.
Az újjáépítés a Szent Margit kápolnával kezdődött, ez jelenleg a sekrestye. A kórus 1346-ban lett kész, majd 1364-ben a templom többi része, a főhajó, kereszthajó és a mellékhajók. A templomot 1364. március 28-án Nagy Kázmér jelenlétében szentelte fel a gnieznói érsek de az építését csak később fejezték be. A székesegyház háromhajós, kereszthajós bazilika lett szentélykörüljáróval és kápolnakoszorúval, belsőjét szobrokkal és képekkel díszítették.
1679-ben a szentélykörüljáró északi szárnyát megmagasították a kórus magasságáig, majd 1713-1715 között a másik két szárny magasságát is megnövelték. A templomot többször kirabolta ellenséges katonaság, így 1655–1657 között a svédek sok műtárgyat megsemmisítettek, majd 1702-ben újra feldúlták a templomot.
A 19. században a székesegyházat többször is átépítették. 1895–1910. között a templomot közadakozásból teljesen restaurálták. Az osztrák uralom alatt a templomot át akarták alakítani helyőrségi templommá; úgy tervezték, hogy a királysírokat átszállítják a krakkói Szent Péter és Pál templomba.
1817-ben Józef Poniatowski herceg hamvait, majd 1818-ban Tadeusz Kościuszko hamvait helyezték el a templomban. 1890-ben Adam Mickiewicz hamvait hozták haza Franciaországból, Juliusz Słowacki végső nyughelye pedig 1927-ben lett a székesegyház. Józef Piłsudski marsal 1935-től, Władysław Sikorski pedig 1993-tól nyugszik a templomban.
A második világháború alatt a német megszállók bezárták a székesegyházat, kirabolták, és sok műkincset megsemmisítettek.

## A székesegyház kívülről

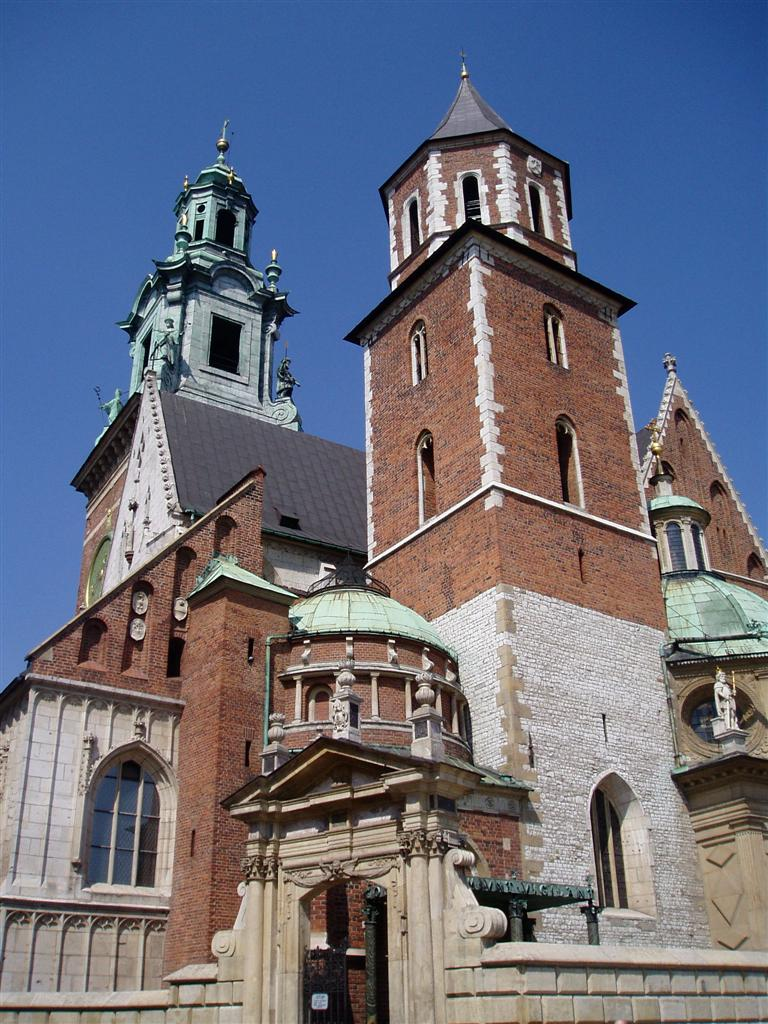
A vikárius torony (a közelebbi) és az óratorony

A templom téglából és fehér mészkőből épült, háromhajós bazilika kereszthajóval, szentélykörüljáróval és kórussal. A 18. században a hajók magasságának megemelésével elvesztette a korábbi egységes bazilika jellegét. Évszázadok alatt a gótikus épület köré különböző stílusú kápolnák koszorúja épült. A székesegyházat a külső udvartól elválasztó falon Jan Trevano három barokk kaput épített 1609-ben.
A székesegyháznak három tornya van. Északon helyezkedik el a Zsigmond-torony a híres Zsigmond-haranggal. Ennél magasabb az óratorony Kacper Bażanka készítette barokk toronysisakkal, a déli oldalon pedig a vikárius torony vagy ezüst harangok tornya van, így hívják, mivel a benne lévő bronz harangok anyaga tartalmaz némi ezüstöt is.

### Homlokzat

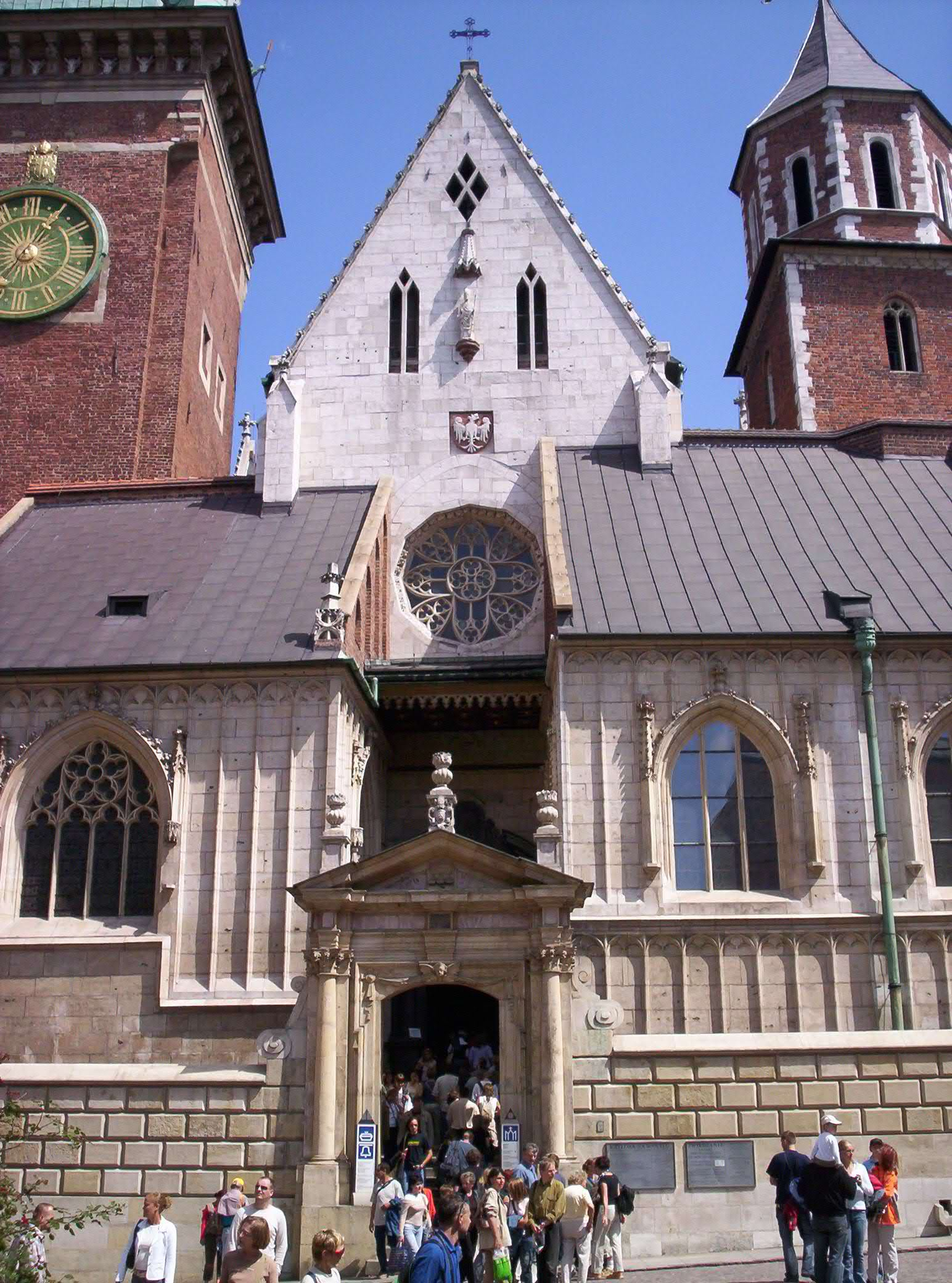
A székesegyház homlokzata

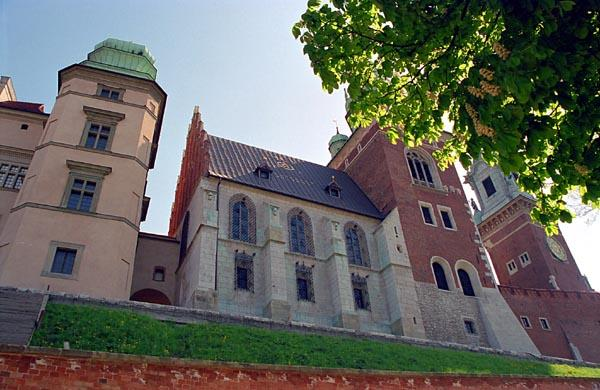
Az északi szárny

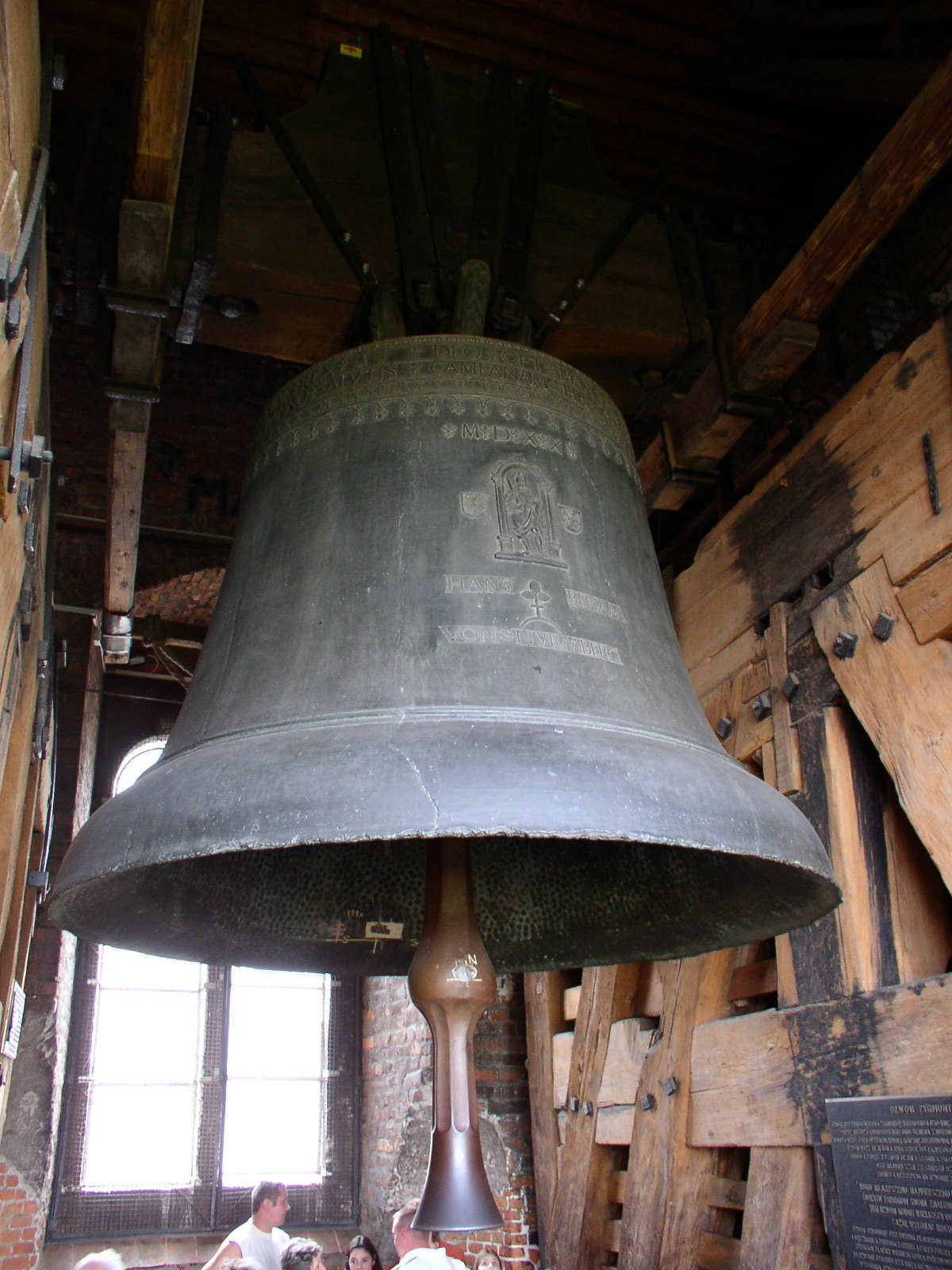
Zsigmond-harang

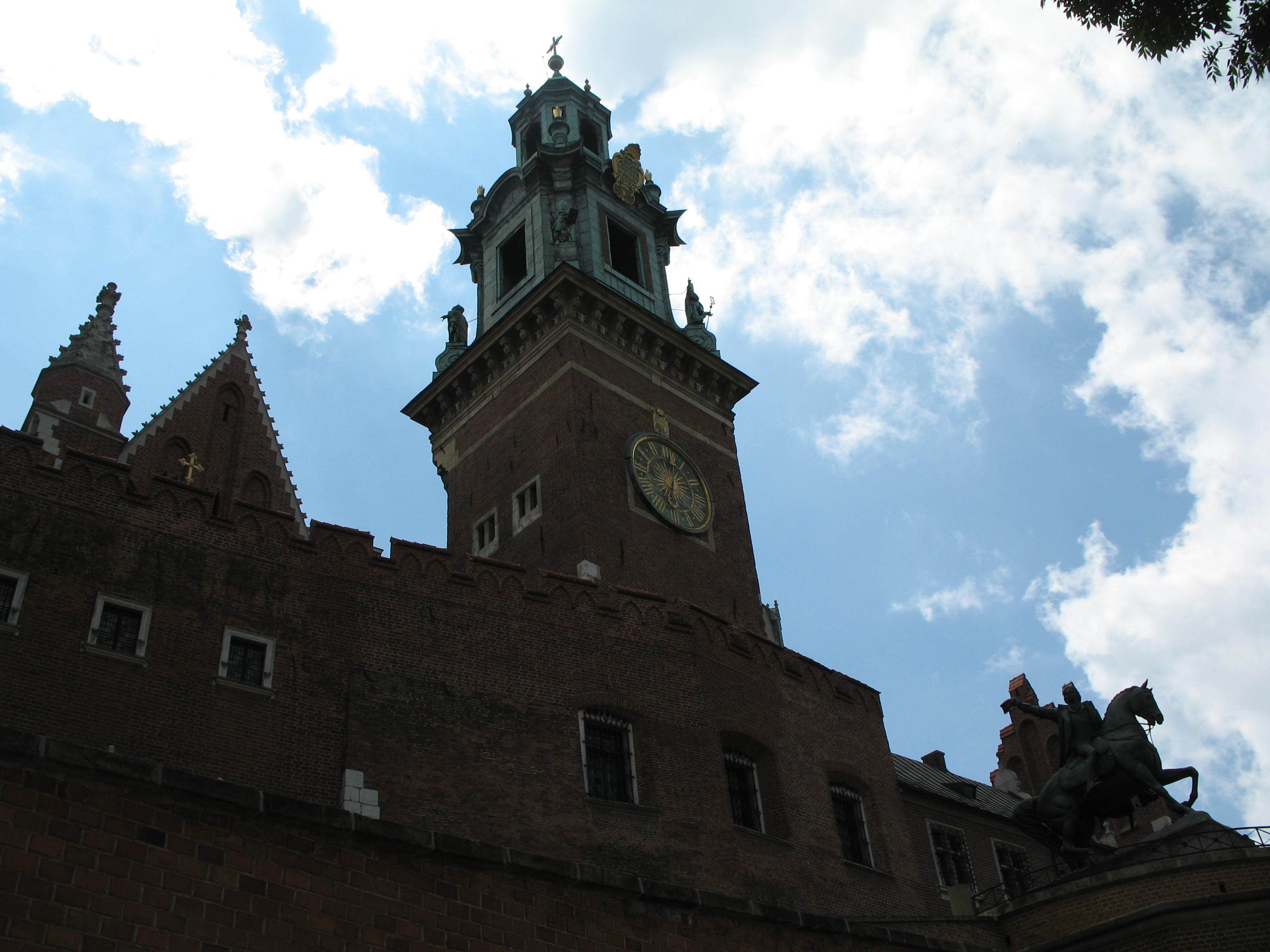
Óratotony

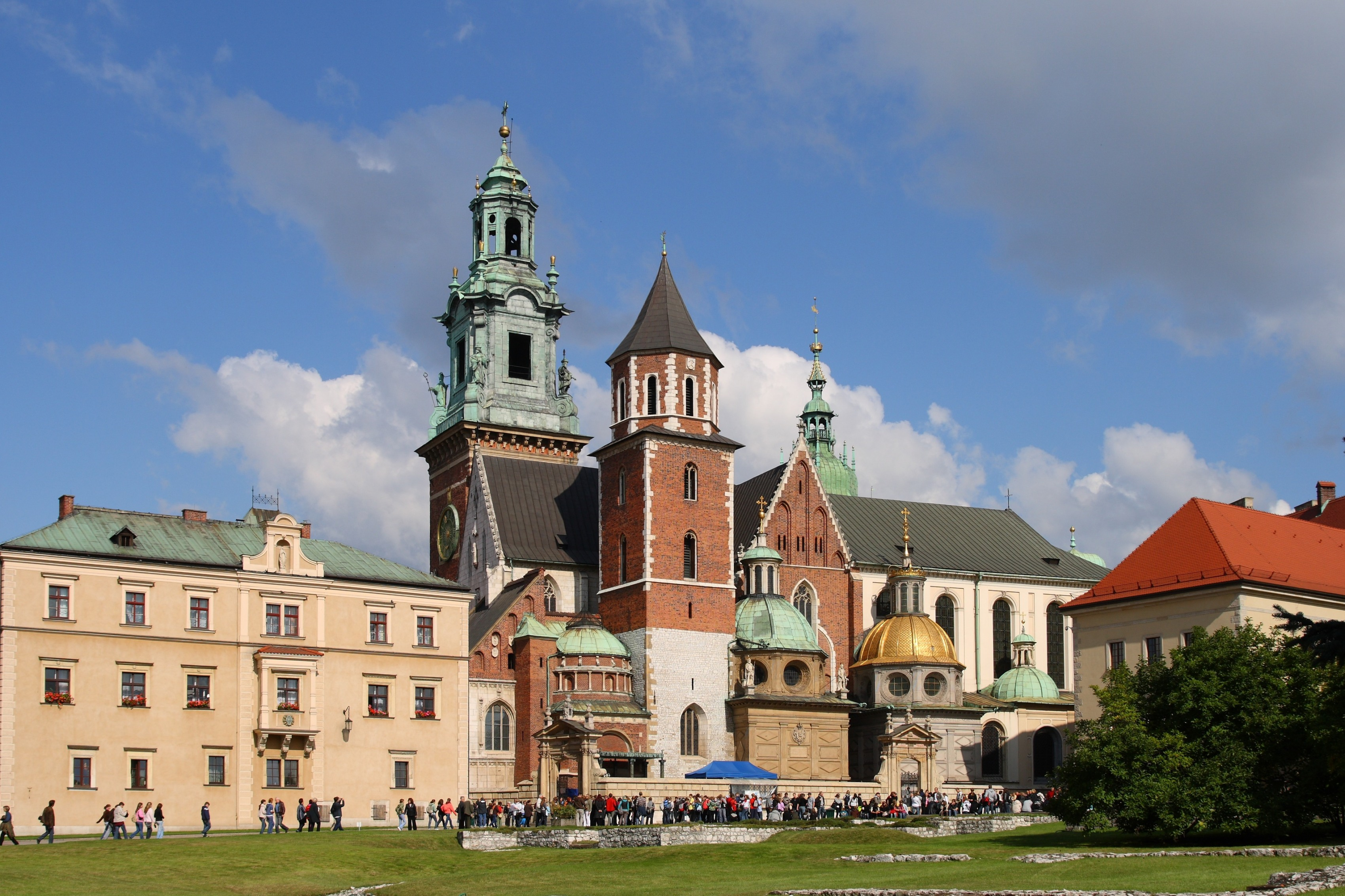
Déli szárny

A templom homlokzata nagyrészt megőrizte eredeti alakját, különösen a felső része, melyben megmaradt a rózsaablak. Ennek színes üvegablaka a Szent Szaniszlót ábrázoló eredeti üvegablak 19. századbeli hű másolata, az eredeti az „Elveszett Wawel” kiállításon látható.
A 15. században a templomhoz két kápolnát építettek hozzá, melyek falán a portál két oldalán egy-egy dombormű látható: Szent Margit és Szent Mihály arkangyal a sárkánnyal küzd. A bejáratnál a Szentháromság kápolnánál fosszilis állatok csontjai függenek a falon. A bejárat felett barokk baldachin van. Az eredeti barokk, lemezzel burkolt kapun ismétlődő díszítés a K betű – Nagy Kázmér nevének kezdőbetűje.

### Északi szárny
Az északi oldalon különböző épületek támaszkodnak a székesegyházra: a káptalanház, a katedrális késő gótikus kincstára (1481-1500) és a káptalan könyvtára. A káptalan épülete eredetileg 15. századi lakóház volt, 1775-ben ennek egy részét könyvtárrá és levéltárrá alakították át.

#### Zsigmond-torony
A templom második legmagasabb tornyát a 14. század második felében kezdték építeni és a vár védelmi rendszerébe szánták. 1520-ban alakították át harangtoronnyá, amikor felfüggesztették az Öreg Zsigmond által adományozott Zsigmond-harangot, mely hosszú ideig a legnagyobb lengyel harang volt. Megszólaltatásához 8-12 ember szükséges. A harangot ma is használják, de csak nagy egyházi és állami ünnepeken. A torony többi harangja: a Kardinális (1445), Urbán (1460), Félzsigmond (1463), valamint Szaniszló (1751). A toronysisak 1898-ban készült.

#### Óratorony
A 15. század elején épült a korábbi román torony alapjaira. Ma 1715-16 között készült barokk sisak fedi. A torony párkányának négy sarkán négy szent szobra áll: Kázmér, Vencel, Szaniszló és Adalbert.

### Déli szárny
Itt több kápolna épült, többek között a kupolával fedett Zsigmond-kápolna és ennek mása, a Vasa-kápolna. Az ezüst harangok tornyának lábánál található a királysírok kijárata, melyet az 1930-as évektől baldachin fed.

#### Az Ezüstharang-torony
Más néven vikárius-torony. Az alapja (12 m magasságig) a második templom része volt. Három harangja van: Maciek (1699), Nowak (16. sz.) i Gaworek (1496). A harangok bronzöntvénye jelentős mennyiségű ezüstöt tartalmaz, innen a torony neve.

## A székesegyház belső tere
Az eredeti gótikus összkép megmaradt, bár az utólagos változtatások sokat módosítottak rajta. Szent Szaniszló mauzóleuma, melyet a 17. században állítottak fel a kereszthajó közepén, a rövid főhajót és a kórust két külön térre bontotta. A 17. és 18. században barokkosított szentélykörüljáró elvesztette középkori jellegét. A főhajót és a kórust, melyet bordás keresztboltozat fed, csúcsíves árkád választja el a mellékhajóktól és a szentélykörüljárótól. A kórus keleti oldalán feltűnik a lengyel gótikára jellemző háromosztású boltozat. Eredeti megoldás a pillér-támfalas rendszer, melyet krakkói rendszernek is neveznek.

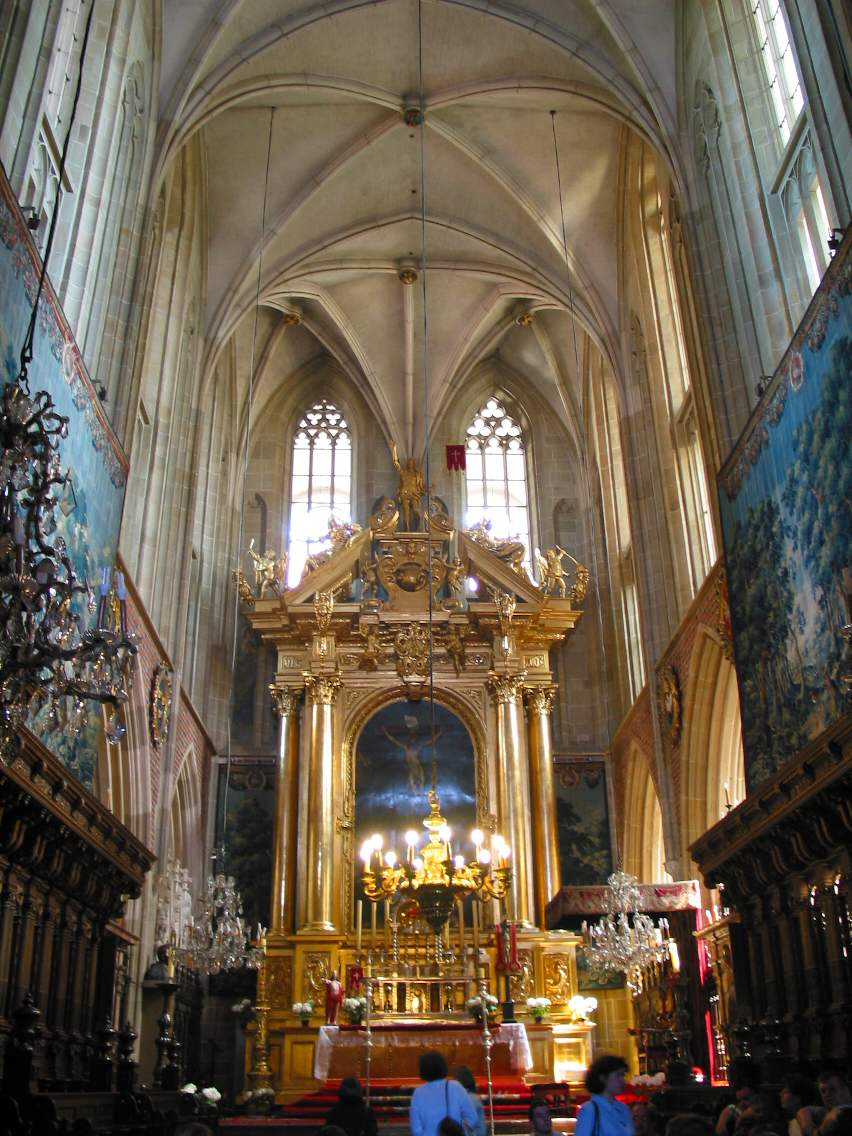
A kórus gótikus boltívekkel a főoltár felett

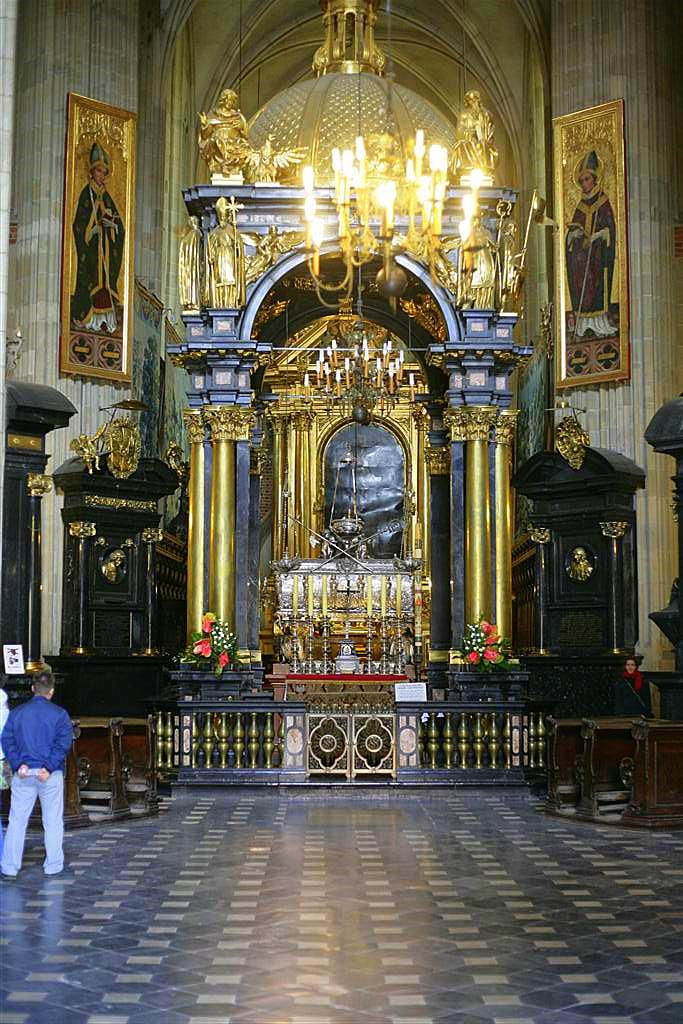
Szent Szaniszló szarkofágja

### A templom vázlatos alaprajza
| |
| 1. Zsigmond-torony 2. Kincstár 3. A Czartoryski család kápolnája az Óratorony alatt 4. Előcsarnok 5. Samuel Maciejowski püspök kápolnája 6. A Lipski család kápolnája 7. A Skotnicki család kápolnája 8. Andrzej Zebrzydowski püspök kápolnája 9. Sekrestye 10. Piotra Gamrat püspök kápolnája 11. Mária-kápolna 12. Piotr Tomicki püspök kápolnája 13. Andrzej Załuski püspök kápolnája 14. János Albert kápolnája 15. Jakub Zadzik püspök kápolnája 16. Jan Konarski püspök kápolnája 17. Zsigmond-kápolna 18. Vasa-kápolna 19. A Szafraniec család kápolnája 20. A Potocki család kápolnája 21. Świętokrzyska-kápolna 22. Szentháromság-kápolna 23. Szent Szaniszló szarkofágja 24. Szentély |

### A főhajó
A főhajó boltívek közötti pillérein Szent Jeromos, Szent Ambrus, Szent Gergely és Szent Ágoston faszobra áll. A pillérek között királysírok:
- I. Ulászló magyar király (Lengyelországban III. Ulászló néven uralkodott) 1906-ban gótikus minták után készült jelképes szarkofágja (a sír üres, a király tetemét a vesztes várnai csata után nem találták meg).
- Jagelló Ulászló magyar vörös márványból a 15. század első felében készült szarkofágja. A reneszánsz homokkő baldachin felette 1524-ben készült.

A székesegyház belsejét borító brüsszeli gobelinek Jákob történetét ábrázolják, Jakkub van Zeunen műhelyében készültek. Az empóriumot 1756-59 között F. Placidi készítette, az orgona 1785-ből való. A falakon a régi falfestés maradványai láthatók.

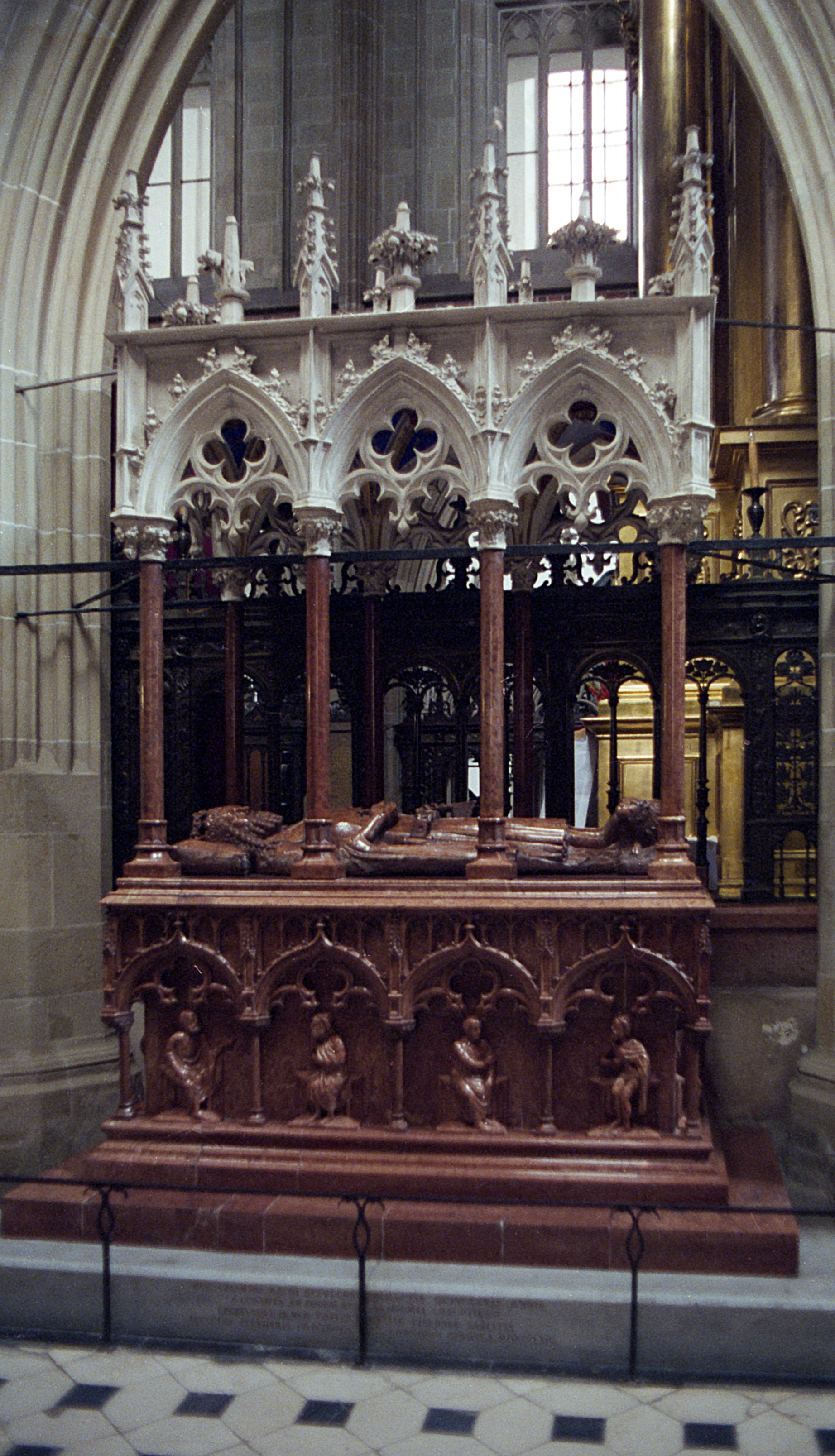
Nagy Kázmér sírja

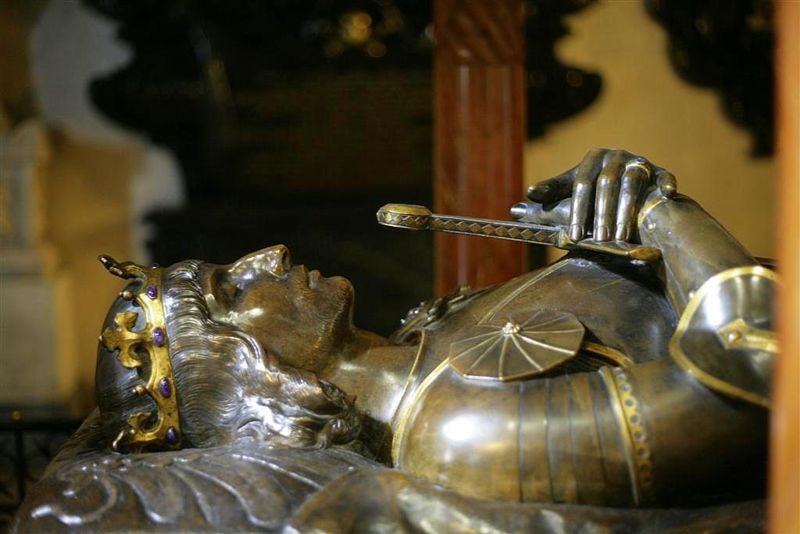
Részlet I. Ulászló sírjából

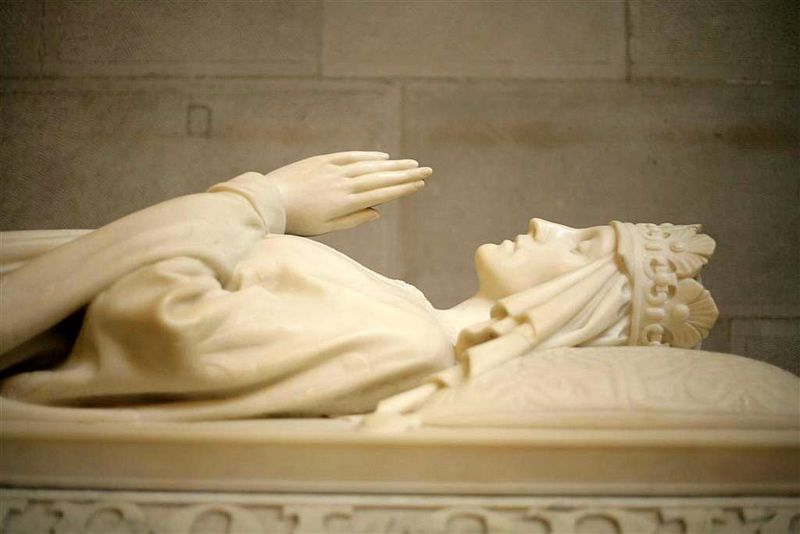
Hedvig királynő sírja

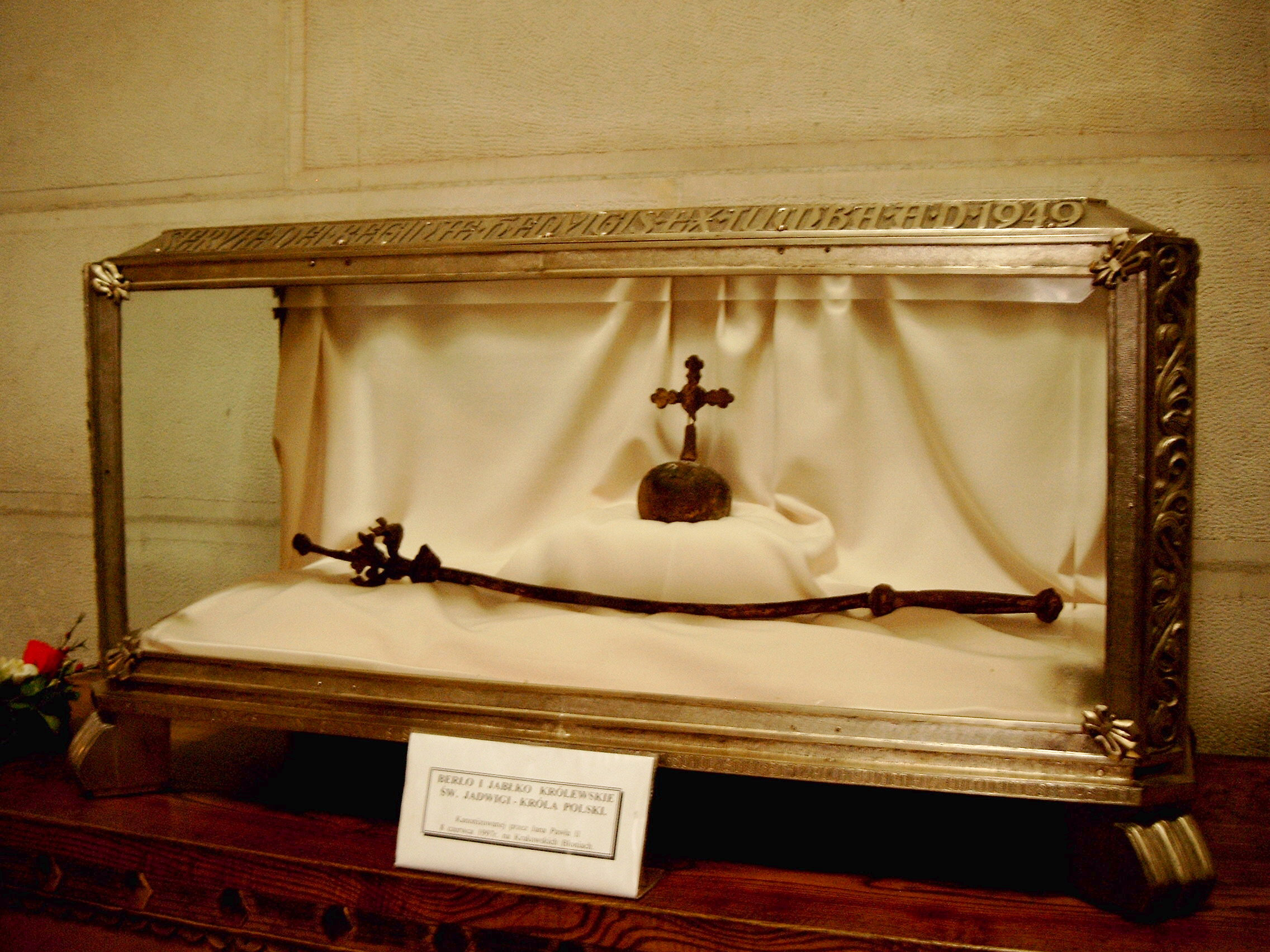
Hedvig királynő sírjából kiemelt jelvények

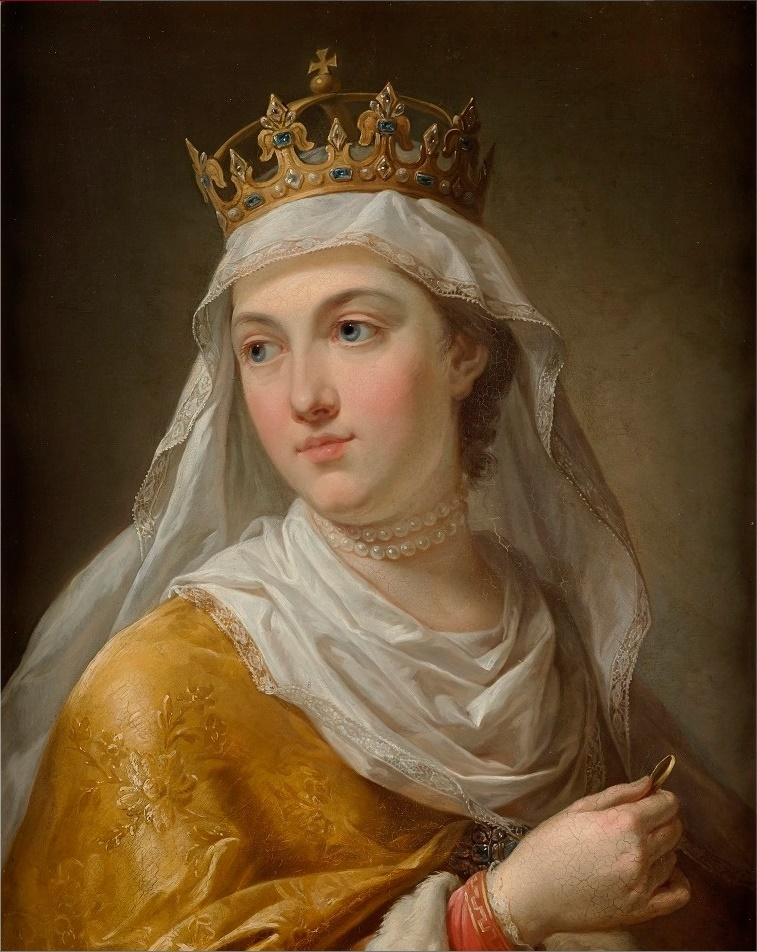
Hedvig lengyel királynő (A krakkói székesegyházban őrzött kép után)

### Kereszthajó
A templom közepén helyezkedik el Szent Szaniszló barokk síremléke, mely 1626-1629 között készült. Ebben helyezték el Szent Flórián ereklyéit és Szent Szaniszló maradványait. Az ezüsttel borított fából készült Szent Szaniszló életéről készült jeleneteket ábrázoló ereklyetartó-koporsó Piotr von den Rennen munkája. Látható rajta többek között a Grünwaldi csata egy jelenete is, mivel a legenda szerint Szent Szaniszló hozzájárult a lengyelek győzelméhez. A síremlék neve Ara Patriae vagyis a haza oltára. Ide helyezték évszázadokon keresztül a királyok a győzelmi trófeáikat, például Jagelló Ulászló ide tűzte fel az 1410-es Grünwaldi csatában a Német Lovagrendtől szerzett zászlókat. Utolsóként Sobieski János helyezte el az 1683-ban a Bécs alatti csatában zsákmányolt török zászlót. A síremlék mellett püspökök szarkofágjai láthatók.

### A kórus és a szentély
A zárókövek faragott szobrai: Az angyalok imádják a feltámadt Krisztust, Szent Szaniszló, Szent Vencel, valamint Rawicz címere a legrégibb krakkói gótikus szobrok közé tartoznak. A falakon 1616-ból származó falfestmények maradványai láthatók. Lejjebb tájképeket és címert ábrázoló 17. századi flandriai gobelinek és 1620-ban készült kanonoki stallumok. A háttámlákat és a szószéket 1901-ben rekonstruálták az eredeti darabjainak felhasználásával.
A főoltár Piotr Gembicki püspök alapítványából épült. Előtte zajlott le a lengyel királyok koronázási szertartása. A ma is látható barokk oltár 1650 körül készült Giovanni Battista Gisleni tervei szerint. Középen látható a Keresztre feszítés képe. A kórus pódiumán Piotr Gembicki püspök trónja Nalecz címerével. A trón fölött III. Szász Ágost király és felesége, Mária Jozefa osztrák főhercegnő 1734-es koronázására készített baldachin függ. Az oltár mögött a 16. század második felében készült színes falfestmény megmaradt részletei láthatók. Az oltárhoz vezető lépcsőn Jagelló Frigyes kardinális bronz síremléke, jobbra pedig a főoltár megújítójának, Piotr Gembickinek a sírja († 1657.) foglal helyet.
A kórus két oldalán a pillérek közt sorban a következő szarkofágok láthatók:
- I. Ulászló lengyel király († 1333.) Ezt a hesseni kőfaragók által homokkőből faragott síremléket fia, Nagy Kázmér állíttatta, és a székesegyház első szarkofágja lett. A föléje boruló neogótikus baldachin (1900-1903) a 17. században eltávolított eredetit helyettesíti.
- Nagy Kázmér († 1370) szarkofágja, melyet unokaöccse, Nagy Lajos lengyel és magyar király állíttatott. A síremlék és az oszlopok vörös márványból, a baldachin homokkőből készült.

### Szentélykörüljáró
Kora barokk kapukon keresztül juthatunk a szentélykörüljáróba, a kapuk mellett Alfred Daun 1903-ban készült bronz reliefjei vannak.

#### Keleti szárnya
A sekrestye mellett fekete márvány barokk oltár, benne 14. századi kereszt 17. századi ezüstdomborítás háttere előtt. E keresztet sötét függöny fedi. Szent Hedvig királynővel kapcsolatos csodákról lett híres. A kereszt előtt imádkozott a királynő akinek a legenda szerint megszólalt a keresztre feszített Krisztus. A királynő relikviáit az oltáron a kereszt előtt helyezték el 1987-ben. Az oltár közelében található szobrokat 1753–1760 között készítette Placidi: Wiśniowiecki Mihály király († 1673) és felesége Habsburg Eleonóra királyné († 1716) valamint Sobieski János és felesége, Mária Kazimiera (1641–1716). Az oltárral szembeni szobrok: Szent Vencel (középen), Szent Jakab (jobbra) és Szent József (balra).

#### Déli szárnya
Nagy Kázmér szarkofágjától jobbra Zbigniew Oleśnicki kardinálist († 1455) ábrázoló bronz tábla látható a falba építve, mely a bécsi Kacpar Klemens Zumbusch műhelyében készült 1900-ban. Itt van még Hedvig lengyel királynő († 1399) fehér márvány síremléke is, Antoni Madeyski műve 1902-ből. A szarkofág jelenleg üres, a királynő csontjait 1949-ben a főoltárhoz vitték át. Mellette üveg szekrénykében a sírból kiemelt fából készült koronázási jelvényei (jogar és országalma) lettek elhelyezve. A szemben lévő bronz tábla Paweł Szydłowiecki királyi titkárnak († 1506) állít emléket.

#### Északi szárnya
A sekrestye bejáratával szemben Stanisław Borek († 1556) krakkói dékán sírjának bronztáblája helyezkedik el. Közelében ezüst tábla, mely Sobieski János királyt jeleníti meg az 1683-as Bécs felszabadításáért vívott Kahlenbergi csatában. A táblát Jan Matejko festménye nyomán Józef Hakowski készítette. Középen van a bejárat a nemzeti hősök kriptájába.

### Mellékhajók

#### Északi mellékhajó
A Czartoryski kápolna bal oldalán található dr. Bortołmej Sabinek királyi orvos († 1556) emlékműve. A káptalanterem előcsarnokának bejárata mellett Andrzej Trzebicki püspök fekete márványból és aranyozott bronzból készült barokk síremléke van. Közelében Stanisław Ankwicz carrarai fehér márványból faragott klasszicista síremléke. Feljebb egy tábla, melyet az olaszországi Lengyel Légiónak és Jan Henryk Dąbrowski tábornoknak emlékére állítottak.

#### Déli mellékhajó
A bejárat mellett Piotr Kmita Sobieński krakkói vajda († 1553) síremléke áll, 19. századi alkotás, de tartalmaz egy reneszánsz márvány szobrot, mely a már nem létező mauzóleum része volt. Mellette Piotr Boratyński bełzi és przemysłi várkapitány († 1558 síremléke, melyet felesége állított.

### Kápolnák

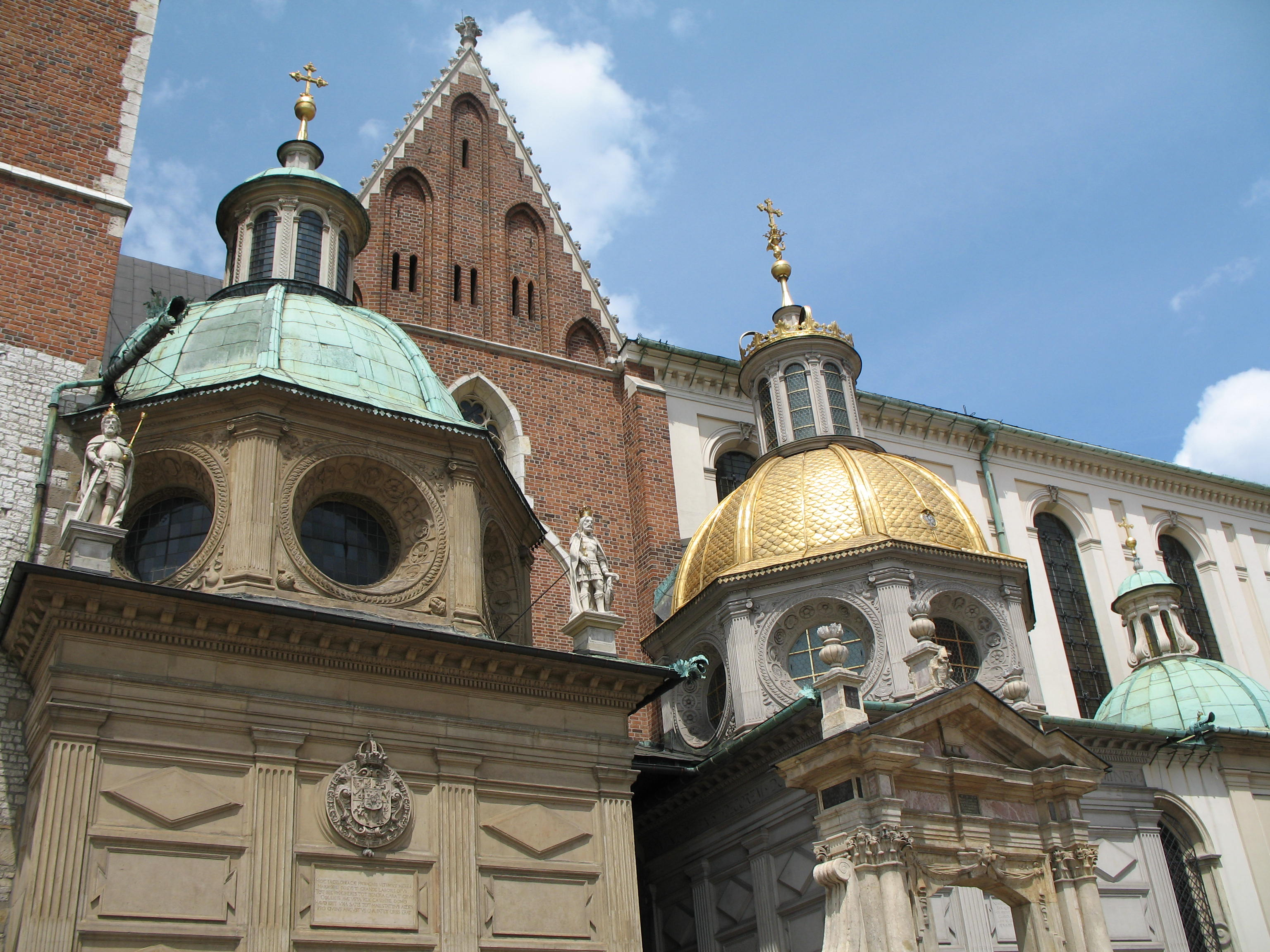
A Vasa kápolna és a Zsigmond kápolna kupolája

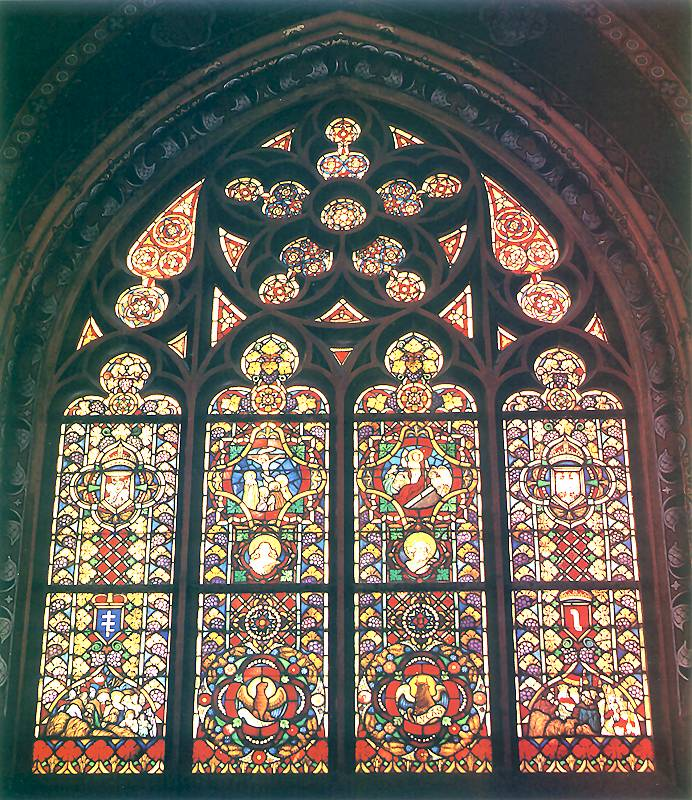
A Szentháromság kápolna színes üvegablaka

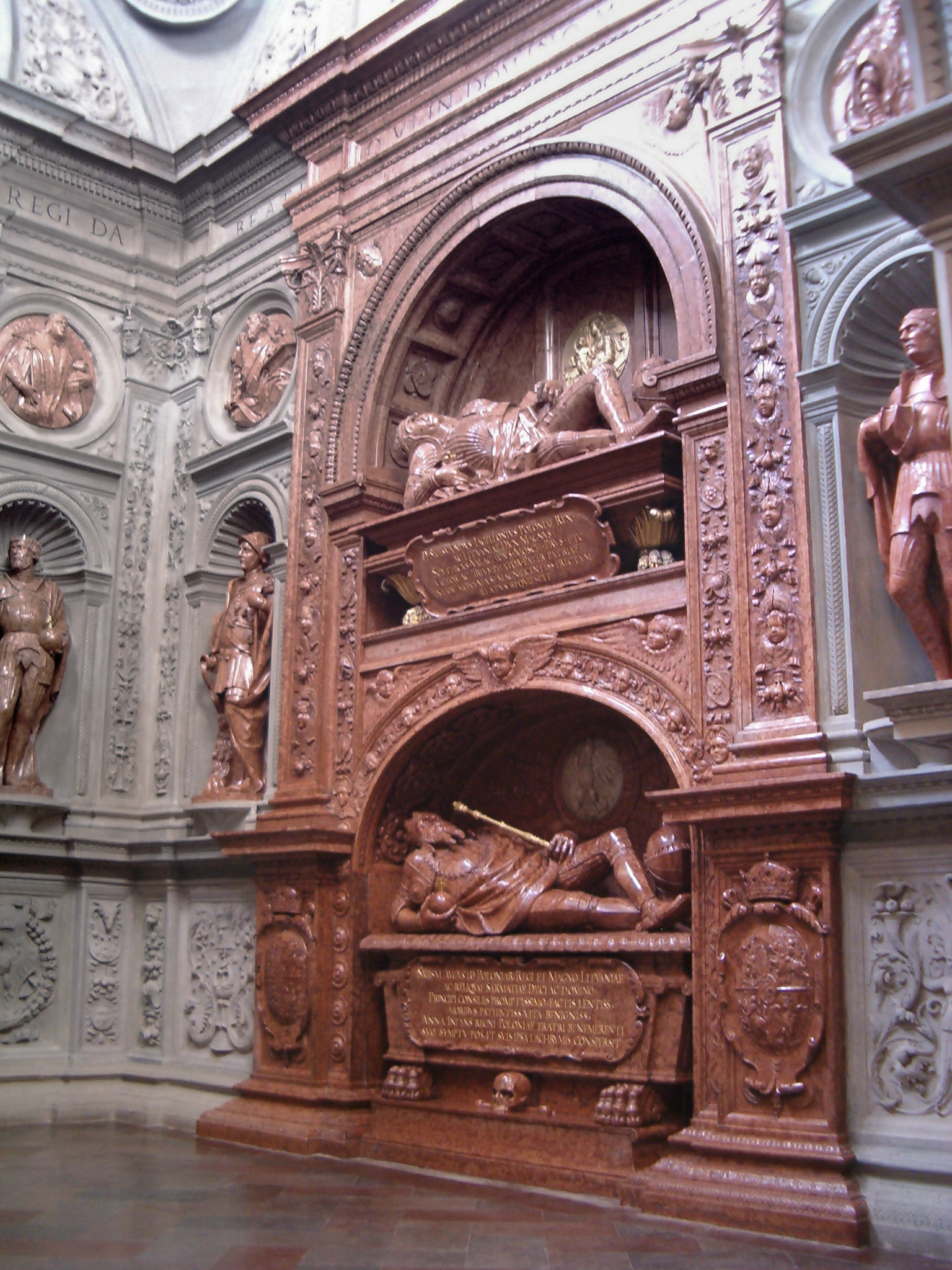
Öreg Zsigmond és Zsigmond Ágost síremléke a Zsigmond kápolnában

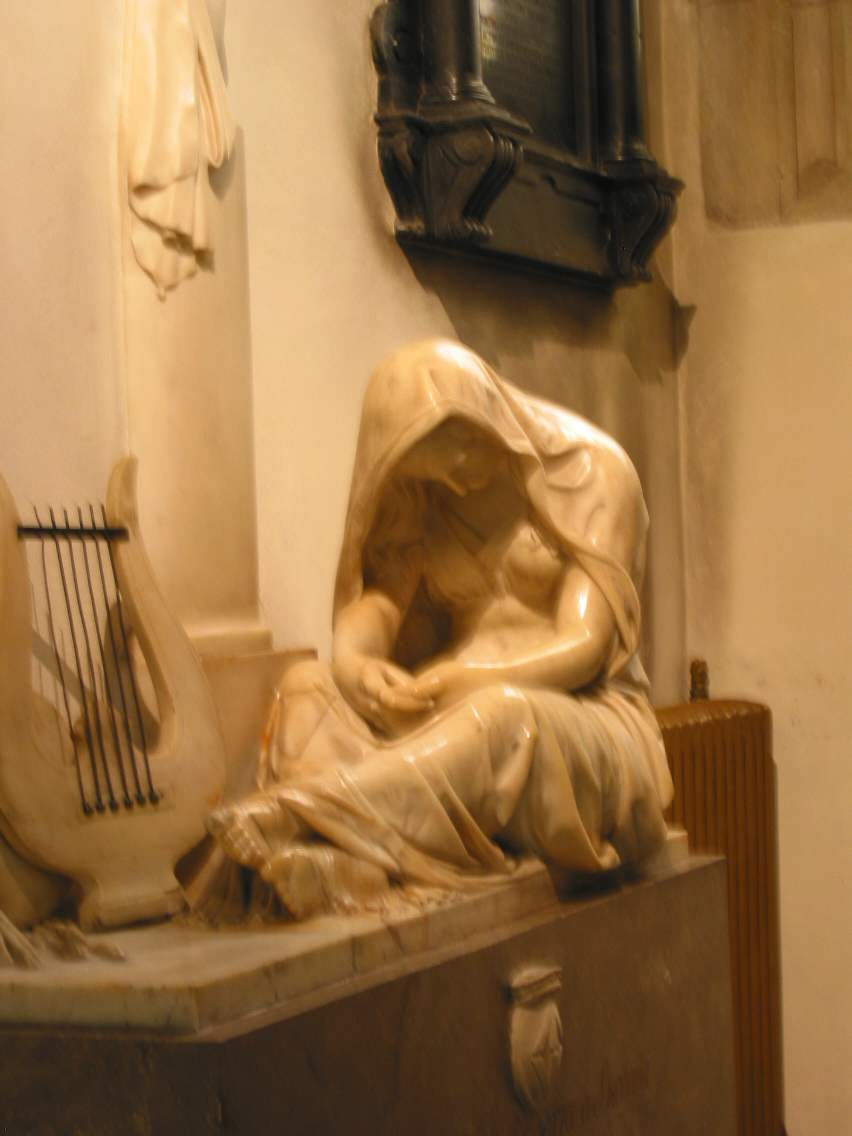
A Skotnicki kápolna belső tere

#### Déli mellékhajó
- A Szentkereszt kápolna 1447 – 1492 között épült IV. Kázmér és felesége mauzóleumaként. A kápolna a legszebb gótika jegyében készült, az uralkodó síremlékét Weit Stoss (1492), Kajetan Sołtyk püspök síremlékét pedig Chrystian Piotr Aigner készítette (1788).
- Potocki kápolna. Zawisza Kurozwęcki püspök alapította 1381-ben. 1572 – 1575 között Filip Padniewski püspök mauzóleumává építették át, majd 1832-1840 között klasszicista köntöst öltött. A kápolnában Krisztus szobor és Artur Potocki és felesége mellszobra látható.
- A Szafraniec kápolna a román templomból megmaradt ezüstharangok tornyának alapfalai között fekszik. 1420. óta a Szafraniec család mauzóleuma, a 17. századtól a Krakkói Egyetem Jogi Kollégiumának tulajdonában volt, 1902 óta Jerzy Radziwiłł kardinális tulajdona. A falfestményeket és a színes üvegablakot Józef Mehoffer készítette 1908-ban.
- Vasa kápolna, 1664-1666 között épült a Vasa dinasztia mauzóleuma céljából. Megőrizte barokk jellegét. A dinasztia sírfeliratait tartalmazza, a falakat fekete márvány burkolja, a székesegyháztól rács választja el.

#### A szentélykörüljáró déli szárnya
- Zsigmond kápolna. 1533-ban szentelték fel. A négyzet alaprajzú kápolnát aranyozott kupola fedi. Az oltárral szemben I. Öreg Zsigmond és Zsigmond Ágost király síremléke van. A bejárattal szemben Jagelló Anna síremléke helyezkedik el.
- Jan Konarski püspök kápolnája. 1351-ben alapította Jan Bodzanta püspök, 1722 – 1728 között Szaniewski püspök mauzóleumává építették át.
- Jakub Zadzik püspök kápolnája. 1350-ben építették, a 14. században Andrzej Kościelicki, majd 1645 – 1650 között Jakub Zadzik mauzóleumává építették át.
- János Albert király kápolnája. 1501-ben épült a Szent János kápolna kettéosztásával. A kápolnában van elhelyezve I. János Albert király síremléke. A falmélyedésbe helyezett síremlék Firenzei Ferenc alkotása 1502 – 1505-ből.
- Andrzej Załuski püspök kápolnája. Grot püspök alapította 1344-ben, Załuski püspök költségére 1758 – 1766-ban átalakították. A kápolnában található Walenty Dembiński késő reneszánsz síremléke. († 1584).

#### A szentélykörüljáró keleti szárnya
- Piotr Tomicki püspök kápolnája. Eredetileg Tomasz Kantuaryjski gótikus kápolnája volt, 1526 – 1535 között Tomicki püspök mauzóleumává építették át.
- Mária kápolna. Itt őrzik a legszentebb oltáriszentséget. A kápolnában Báthory István király síremléke és Elżbieta Pilecka, Jagelló Ulászló harmadik feleségének sírja.
- Piotr Gamrat püspök kápolnája. A 14. század első felében épült. 1545 – 1547 között Piotr Gamrat mauzóleumává építették át. Második átépítését a 17. században Jerzy Grochowski kanonok rendelte el.

#### A szentélykörüljáró északi szárnya
- Andrzej Zebrzydowski püspök kápolnája. Épült 1355-ben, 1562 – 1563 között építették át Zebrzydowski püspök mauzóleumává.
- A Skotnicki család kápolnája. Építette 1339-ben Jarosław Bogoria Skotnicki, a 17. században Stanisław Skarszewski számára átépítették.
- A Lipski család kápolnája. A 14. század első felében épült, 1643-ban Andrzej Lipski sírkápolnájává építették át, majd 1743 – 1746-ban Jan Aleksander Lipski kardinális mauzóleumává.

#### Északi mellékhajó
- Samuel Maciejowski püspök kápolnája. A 14. század közepén épült gótikus kápolna, melyet az 1550-ben elhunyt Samuel Maciejowskinak építették át.
- A Czartoryski család kápolnája. Az óratorony aljában helyezkedik el. Eredetileg káptalanterem, a 19. században építették át Władysław Czartoryski herceg számára. Jelenleg a királysírok felé lehet rajta keresztül eljutni.
- Szentháromság kápolna. 1431-ben épült Zofia királynő számára. A falfestményeket a 20. század elején Włodzimierz Tetmajer készítette. Włodzimierz Potocki klasszicista síremléke helyezkedik el benne.
- Előcsarnok, eredetileg Szent Miklós kápolnája, a 13. század harmadik negyedében épült, jelenleg a káptalanterem és a könyvtár felé átjárást szolgálja.

### Kripta

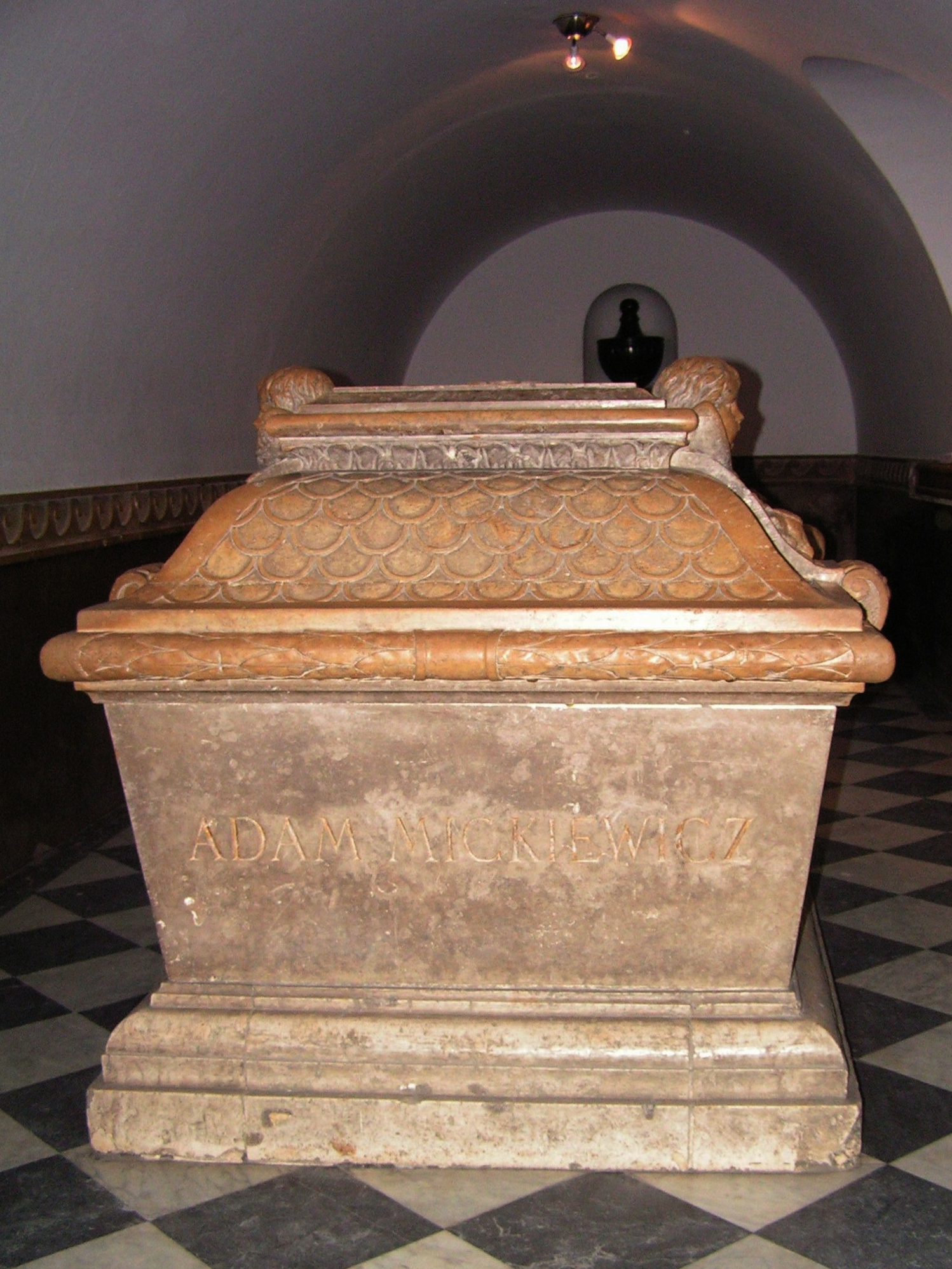
A nemzeti hősök kriptája – Mickiewicz sírja

- A nemzeti hősök kriptája a bal oldali mellékhajó padozata alatt található. A kriptában szarkofágjaiban Adam Mickiewicz és Juliusz Słowacki nyugszik, az urnákban pedig Cyprian Kamil Norwid és Salomea Słowacka, Słowacki édesanyjának hamvai vannak.
- Szent Leonard kripta a második román templom része volt. Az apszisban lévő oltár 1873-ban készült. A kripta közepén látható Maurus püspök sírja († 1118). A kriptában nyugszik Sobieski János király, Mária Kazimiera, Michał Korybut Wiśniowiecki, Tadeusz Kościuszko, Józef Poniatowski herceg és Władysław Sikorski tábornok.
- A királysírok hét kriptából állnak, melyeket folyosó köt össze egymással. Itt nyugszanak Öreg Zsigmondtól Erős Ágostig a lengyel királyok és családtagjaik, többek között Báthory István, valamint a legnagyobb lengyel hősök is.
- Itt nyugszik Lech Kaczyński lengyel államfő és felesége, Maria Kaczynska († 2010), akik a szmolenszki légi katasztrófában vesztették életüket.

### Sekrestye
Az 1322-ben épült sekrestye eredetileg Szent Margit kápolna volt. A 15. század második felében építették át sekrestyévé. A templom hajójából barokk portál vezet át hozzá. A bordás keresztboltozat zárókövén látható a legrégibb krakkói dombormű. A falakon barokk képek vannak.

### Kincstár

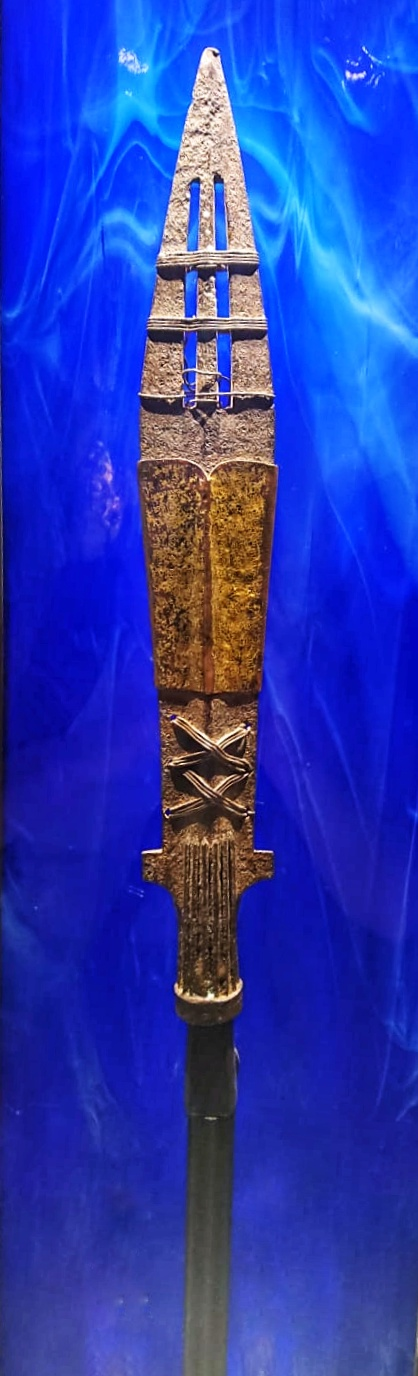
Szent Móric lándzsája

A kassai Hanusz Blatfus kőműves építette 1481-1500 között. A falak és boltozat festése Józef Mehoffer és Jan Talaga munkája (1900-1902).
Évszázadok alatt a székesegyház kincstárában sok értékes kegytárgy és történelmi emlék halmozódott fel. Ilyen Szent Móric lándzsája, melyet III. Ottó német-római császár adományozott Vitéz Boleszlávnak, Szemérmes Boleszláv és felesége, Szent Kinga diadémja, Hedvig királynő ajándékaiból ereklyetartó elefántcsontból, koronázási jelvények, kelyhek, keresztek.